# 1938 год в литературе

## Премии

### Международные
- Нобелевская премия по литературе — Перл Бак, «За многогранное, поистине эпическое описание жизни китайских крестьян и за биографические шедевры».

### Франция
- Гонкуровская премия — Анри Труайя, «Паук»
- Премия Ренодо — Пьер-Жан Лонэ, Léonie la bienheureuse
- Премия Фемина — Félix de Chazournes, Caroline ou le Départ pour les îles

## Книги

### Романы
- «Брайтонский леденец» — роман Грэма Грина.
- «Встреча со смертью» — роман Агаты Кристи.
- «Гимн» — повесть Айн Рэнд.
- «Дар» — роман Владимира Набокова.
- «За пределы безмолвной планеты» — роман Клайва Льюиса.
- «Нетерпение сердца» — роман Стефана Цвейга.
- «Приглашение на казнь» — роман Владимира Набокова.
- «Ребекка» — роман Дафны Дюморье.
- «Смерть сердца» — роман Элизабет Боуэн.
- «США» — трилогия Джона Дос Пассоса.
- «Тошнота» — роман Жана-Поля Сартра.
- «Тропик Козерога» — роман Генри Миллера.

### Пьесы
- «Ёлка у Ивановых» — пьеса Александра Введенского.
- «Наш городок» — пьеса Торнтона Уайлдера.

## Родились
- 5 января — Нгуги Ва Тхионго, кенийский писатель и драматург.
- 30 апреля — Ларри Нивен, американский писатель-фантаст.
- 25 августа — Фредерик Форсайт, английский писатель.
- 25 января — Владимир Высоцкий, советский поэт.
- 2 февраля — Александр Чудаков, российский литературовед и писатель.
- 10 февраля — Георгий Вайнер, советский писатель.
- 2 мая –  Сакен Иманасов, советский и казахский поэт.
- 23 мая — Вагрич Бахчанян, литератор-концептуалист.
- 7 июня — Лайла Хирвисаари, финская писательница.
- 12 июня –  Масса Макан Диабате, малийский писатель и драматург.
- 6 августа — Дмитрий Авалиани, российский поэт.
- 26 августа — Владимир Губарев, советский и российский писатель-фантаст, драматург, журналист.
- 29 августа — Владимир Казаков, русский поэт, прозаик.
- 14 октября — Владислав Крапивин, русский детский писатель, поэт, сценарист, журналист и педагог.
- 24 октября — Венедикт Ерофеев, русский писатель.
- 25 декабря — Реми Жильбер Меду Мвомо, камерунский писатель и драматург.

## Скончались
- 19 января — Бранислав Нушич, сербский писатель и драматург (родился в 1864).
- 1 марта — Габриэле Д’Аннунцио, итальянский поэт, писатель и драматург (родился в 1863).
- 26 марта — Лакшминатх Безбаруа, индийский поэт, писатель, драматург (родился в 1864).
- 10 июня — Ной Зомлетели, грузинский и советский писатель, поэт (родился в 1880).
- 7 августа — Константин Станиславский, русский, советский режиссёр, автор книг по сценическому искусству (родился в 1863).
- 16 августа — Ваге Рудольф Супратман, индонезийский композитор и поэт, автор слов и музыки государственного гимна Индонезии (родился в 1903).
- 15 сентября — Томас Вулф, американский писатель (родился в 1900).
- 15 октября — Ксаверас Сакалаускас-Ванагелис, литовский поэт, писатель (родился в 1863).
- 19 октября — Борис Житков, русский и советский писатель (родился в 1882).
- 25 декабря — Карел Чапек, чешский писатель и драматург (родился в 1890).
- 27 декабря — Осип Мандельштам, русский поэт и переводчик (родился в 1891).